# 두바이 로열 에어윙
두바이 로열 에어윙(영어: Dubai Royal Air Wing)은 아랍에미리트 정부의 항공사로 본사는 아랍에미리트 두바이에 위치해 있으며 또한 사용하고 있는 허브 공항으로 두바이 국제공항이 있다.

## 보유 기종
- 2019년 2월 기준으로 두바이 로열 에어윙은 다음과 같은 기종을 보유하고 있으며 평균 기령은 12.3년이다.[1][2]

## 사진

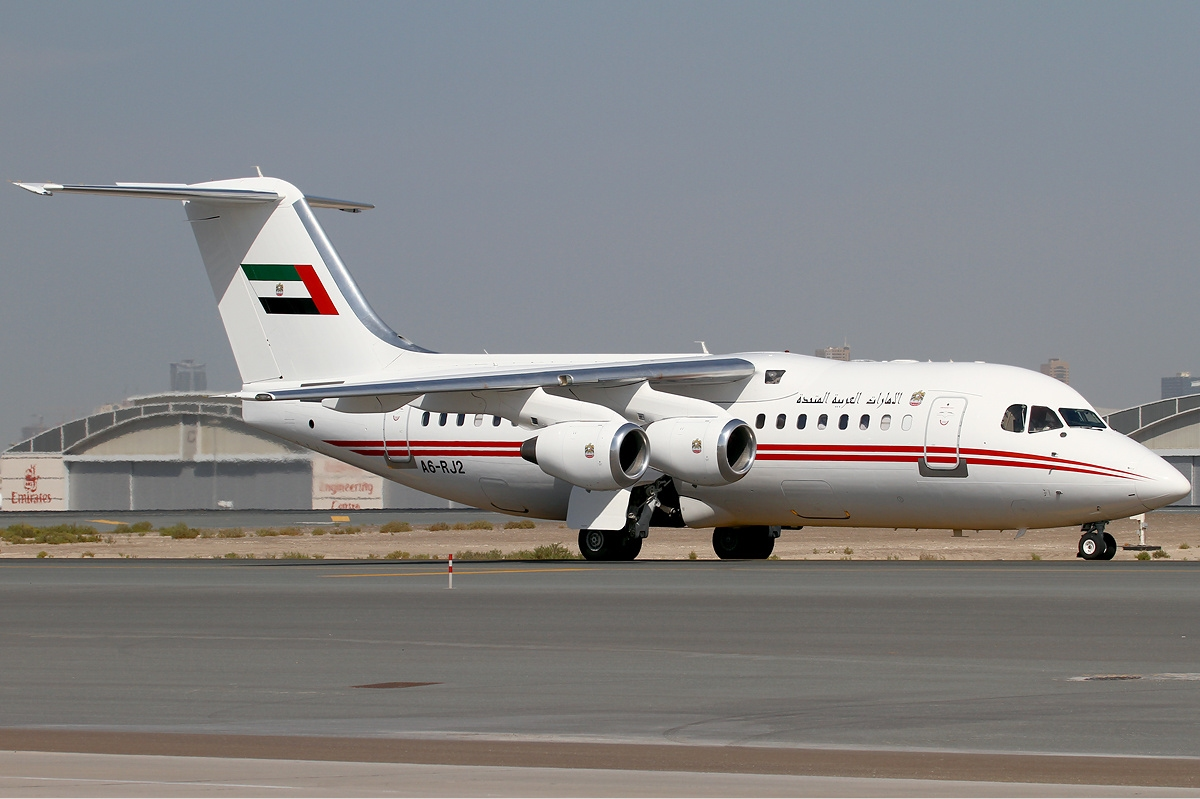
두바이 로열 에어윙의 아브로 RJ85
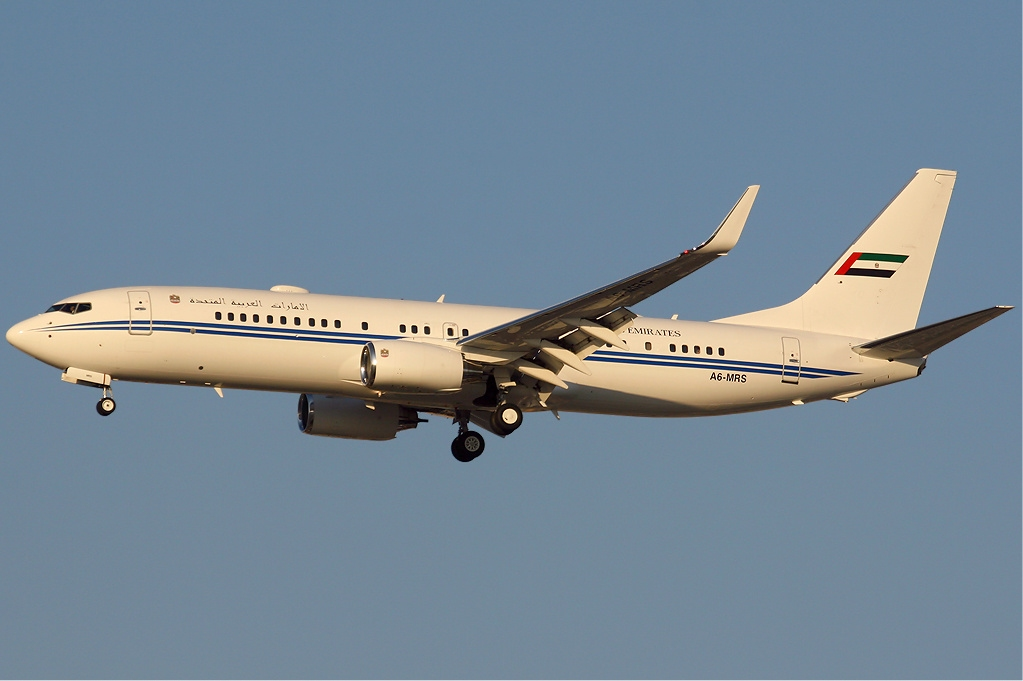
두바이 로열 에어윙의 보잉 737-800BBJ
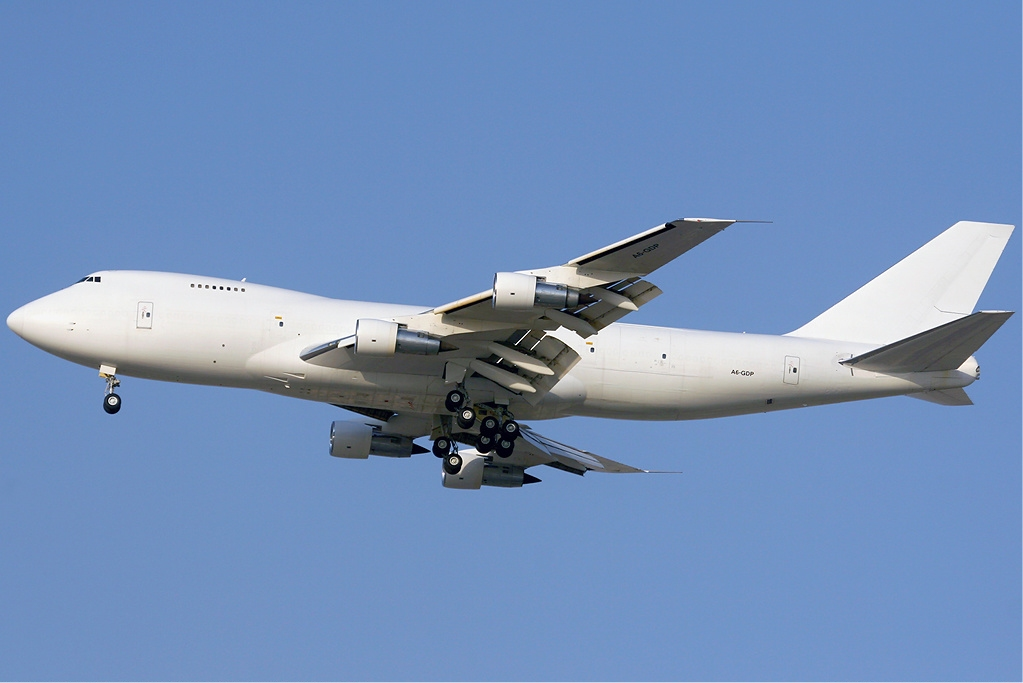
두바이 로열 에어윙의 보잉 747-200F
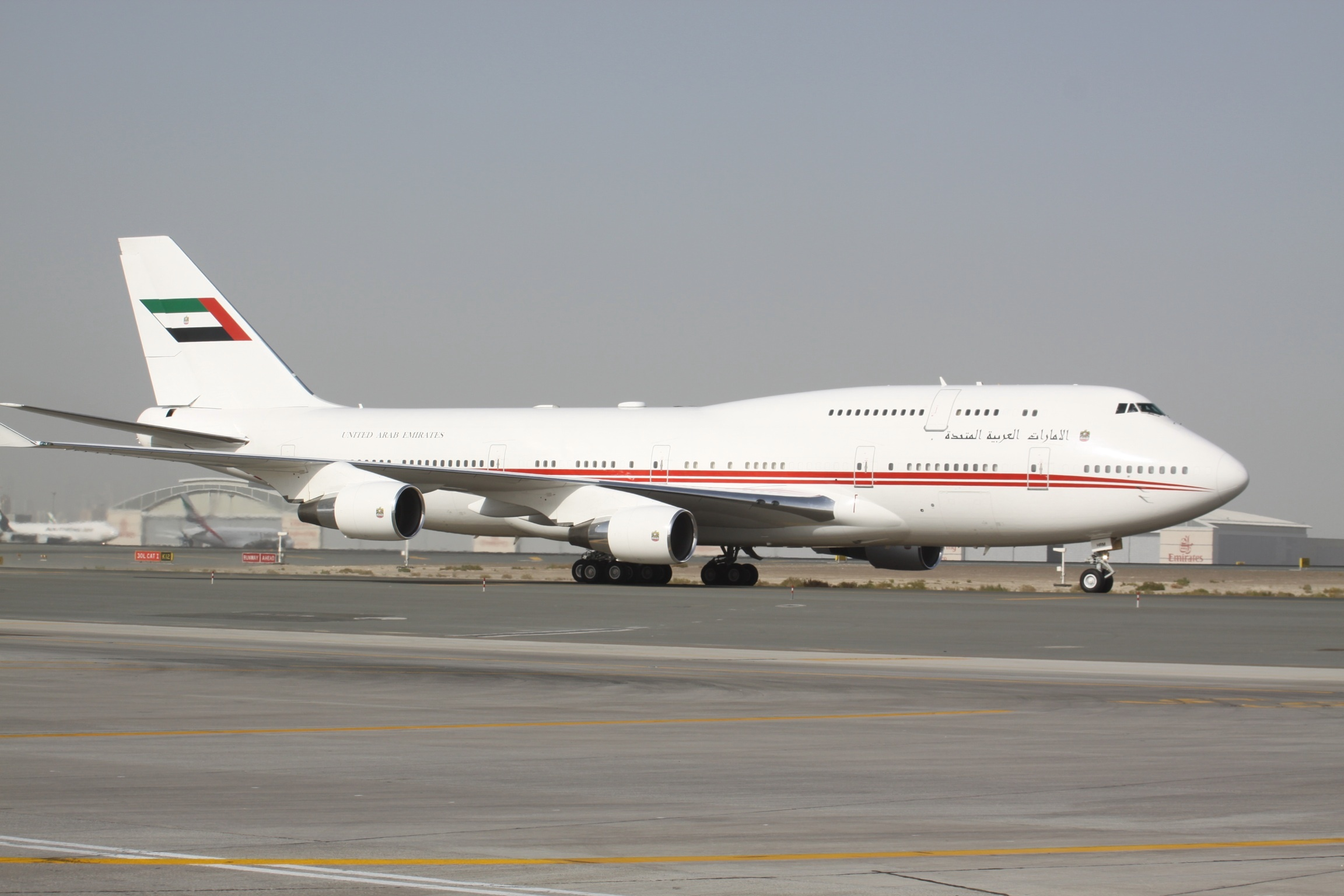
두바이 로열 에어윙의 보잉 747-400
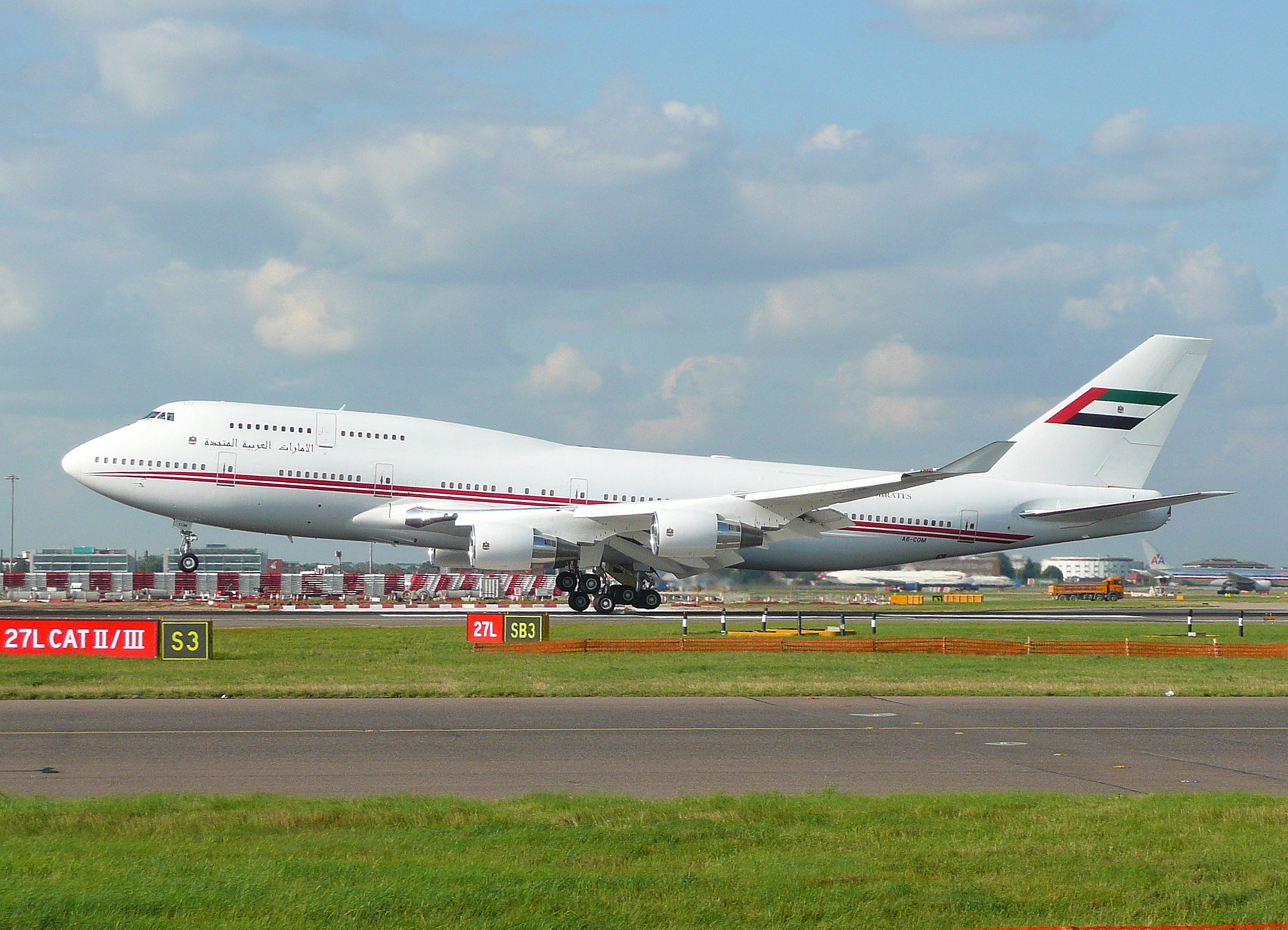
두바이 로열 에어윙의 보잉 747-400M
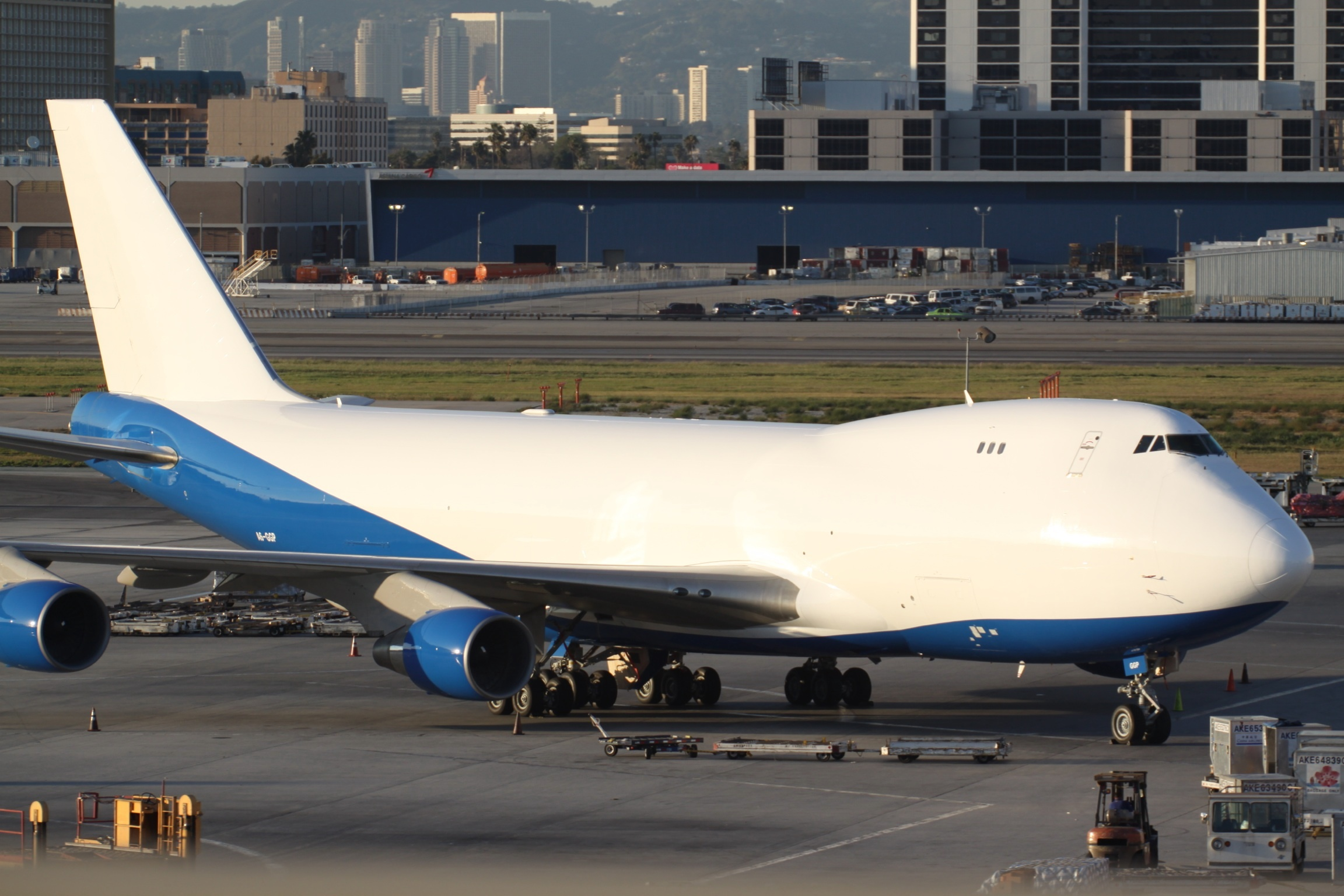
두바이 로열 에어윙의 보잉 747-400F
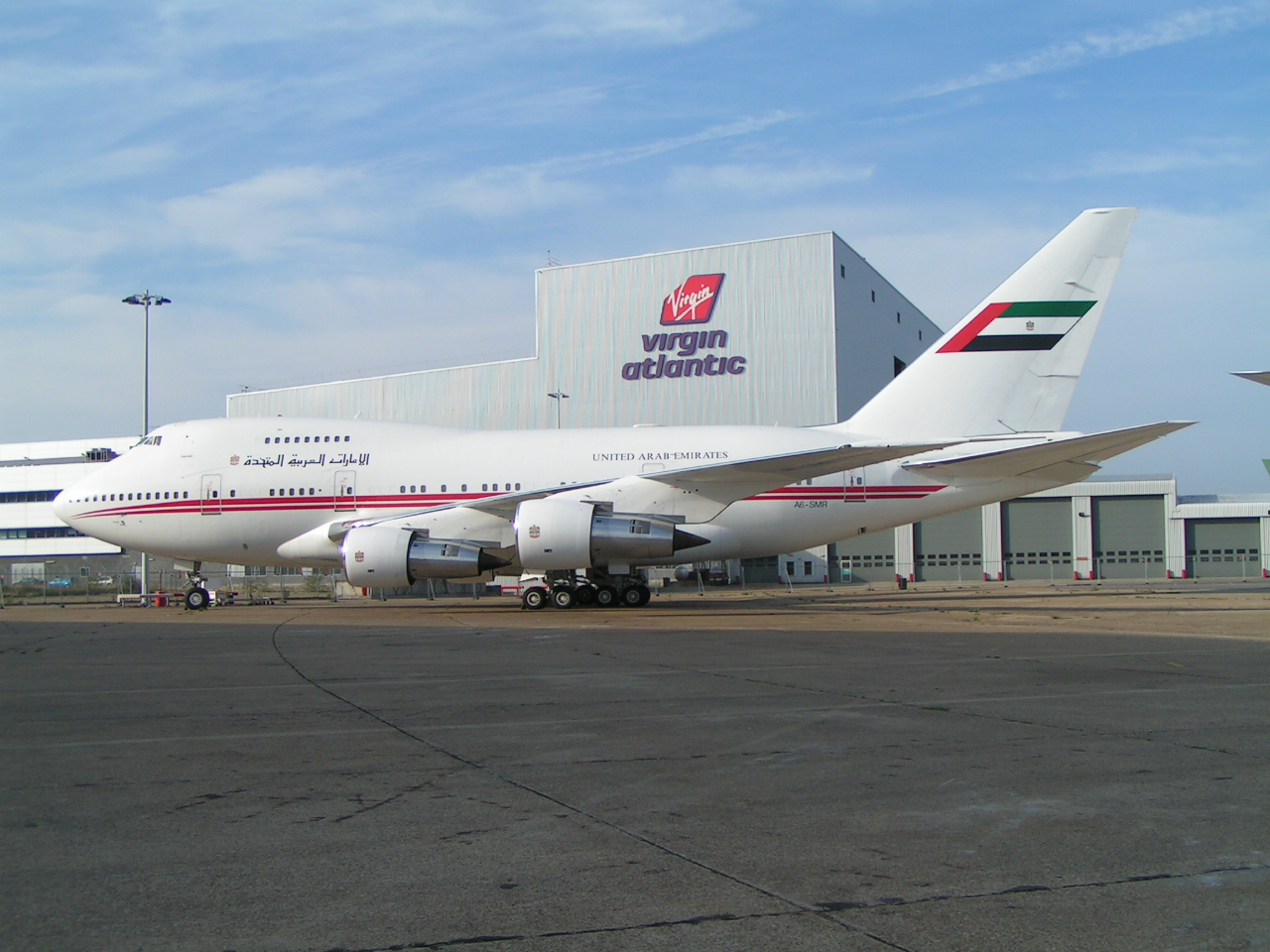
두바이 로열 에어윙의 보잉 747SP